# Edmond (Kansas)
Edmond és una població dels Estats Units a l'estat de Kansas. Segons el cens del 2000 tenia 47 habitants.

## Demografia
Segons el cens del 2000, Edmond tenia 47 habitants, 19 habitatges, i 12 famílies. La densitat de població era de 113,4 habitants/km².
Dels 19 habitatges en un 36,8% hi vivien nens de menys de 18 anys, en un 52,6% hi vivien parelles casades, en un 10,5% dones solteres, i en un 31,6% no eren unitats familiars. En el 26,3% dels habitatges hi vivien persones soles el 10,5% de les quals corresponia a persones de 65 anys o més que vivien soles. El nombre mitjà de persones vivint en cada habitatge era de 2,47 i el nombre mitjà de persones que vivien en cada família era de 3,08.
Per edats la població es repartia de la següent manera: un 34% tenia menys de 18 anys, un 0% entre 18 i 24, un 31,9% entre 25 i 44, un 21,3% de 45 a 60 i un 12,8% 65 anys o més.
L'edat mediana era de 40 anys. Per cada 100 dones de 18 o més anys hi havia 82,4 homes.
La renda mediana per habitatge era d'11.875 $ i la renda mediana per família de 28.750 $. Els homes tenien una renda mediana de 25.000 $ mentre que les dones 12.500 $. La renda per capita de la població era de 7.395 $. Entorn del 20% de les famílies i el 25,6% de la població estaven per davall del llindar de pobresa.

## Poblacions més properes
El següent diagrama mostra les poblacions més properes.